# DN58A
DN58A este un drum național din România, care leagă orașele Reșița și Lugoj. Drumul pornește din DN58 din localitatea Soceni, aflată la 12 km de Reșița.